# 張迪
張 迪（ちょう てき、Di Zhang 1968年7月4日 - ）は中国出身の柔道選手。現役時代は66kg級の選手。身長165cm。

## 人物
1990年のアジア大会66kg級では、決勝で藤本涼子を朽木倒の効果で破って優勝した。1991年の世界選手権では5位だった。1992年バルセロナオリンピックでは階級を61kg級に下げて出場すると、2回戦で韓国の具賢淑に有効で敗れるが、その後敗者復活戦を勝ち上がり、3位決定戦では世界チャンピオンであるドイツのフラウケ・アイコフを有効で破って銅メダルを獲得した。1993年の世界選手権では再び階級を66kg級に上げて出場すると、準決勝で韓国の曺敏仙に判定で敗れるが、3位決定戦でオランダのクラウディア・ズウィールスを横四方固めで破って3位となった。1994年のアジア大会では再び階級を下げて61kg級に出場するが、準決勝で韓国の鄭成淑に反則負けを喫して3位にとどまり、2連覇はならなかった。

## 主な戦績
- 1988年 - アジア選手権　3位(61kg級)
- 1989年 - 世界選手権　7位
- 1990年 - ドイツ国際　3位
- 1990年 - アジア大会　優勝
- 1991年 - 世界選手権　5位
- 1991年 - 福岡国際　3位
- 1992年 - バルセロナオリンピック　3位(61kg級)
- 1993年 - 世界選手権　3位
- 1994年 - アジア大会(61kg級)　3位